# ميغيل بابتيستا
ميغيل بابتيستا (10 سبتمبر 1993 في البرتغال - ) هو لاعب كرة قدم برتغالي في مركز الوسط. لعب مع إيستبورن بوروه ونادي ليويس ويو دي ليريا و وG.C. Alcobaça ‏ وA.D. Nogueirense ‏.

## وصلات خارجية
- ميغيل بابتيستا على موقع قاعدة بيانات كرة القدم.إي يو (الإنجليزية)
- ميغيل بابتيستا على موقع قاعدة بيانات كرة القدم.إي يو (الإنجليزية)
- ميغيل بابتيستا على موقع Soccerway.com (الإنجليزية)